# Messor lariversi
Messor lariversi is een mierensoort uit de onderfamilie van de Myrmicinae. De wetenschappelijke naam van de soort is voor het eerst geldig gepubliceerd in 1951 door Smith, M.R..